# 葡萄柚飲食法
葡萄柚飲食法，或荷李活飲食法，是一個從1930年代於美國興起的短期飲食盲從潮流，並以葡萄柚含有燃脂的酶為基礎概念。一般而言，此類飲食法都有過低熱量（每日800-1000卡路里）、過低碳水化合物及過低微量元素的特性，因此被認為是不健康及危險的做法。雖然每餐進食半個葡萄柚是一般有效增加水果攝取的方法，但如果正在服用與葡萄柚有化學反應的藥物，或對柑桔類過敏，葡萄柚和葡萄柚汁則會對人體有害。長期而言，這種飲食方法的極低熱量會導致任何人出現營養不良等健康問題。同時此飲食法亦未要求採用者作任何運動。
葡萄柚飲食法是低碳水化合物飲食之一。當同時進食葡萄柚與高脂食物時，葡萄柚能夠幫助燃燒脂肪，因此這種飲食方法能夠鼓勵攝取高脂肪及高蛋白質的食物，包括肉類及蛋類，能夠搭配西方早餐餐單通常包括培根及雞蛋的特性。葡萄柚飲食法同時亦透過少糖、少甜類水果、少甜類蔬菜、少穀物及穀類等方法，限制碳水化合物的攝取。維持十至十二日後，採用者會有兩日正常飲食。

## 歷史
葡萄柚飲食法起源於1930年代， 並於1980年代重新興起，更有「十日減十磅飲食法」（"10-day, 10-pounds-off diet"）的稱號。